# Departamento Coronel Pringles
Das Departamento Coronel Pringles liegt im Zentrum der Provinz San Luis im westlichen Zentrum Argentiniens und ist eine von 9 Verwaltungseinheiten der Provinz. 
Es grenzt im Norden an die Departamentos Ayacucho und Libertador General San Martín, im Osten an das Departamento Chacabuco, im Osten und Süden an das Departamento General Pedernera und im Westen an die Departamentos Juan Martín de Pueyrredón und Belgrano. 
Die Hauptstadt des Departamentos ist La Toma.
Benannt ist das Departamento nach dem in San Luis geborenen Militär und Unabhängigkeitskämpfer Juan Pascual Pringles (1795–1831).
Koordinaten: 33° 6′ S, 65° 48′ W